# Busch (Kürten)
Busch ist ein Wohnplatz in der Gemeinde Kürten im Rheinisch-Bergischen Kreis.

## Lage und Beschreibung
Der Ort liegt an der Bergstraße zwischen Kürten und Weiden und ist von Feldern und Wiesen umgeben.

## Geschichte
Die Topographia Ducatus Montani des Erich Philipp Ploennies aus dem Jahre 1715, Blatt Amt Steinbach, belegt, dass der Ort bereits 1715 als Ort mit zwei Höfen bestand und als Bych bezeichnet wurde. Carl Friedrich von Wiebeking benennt die Hofschaft auf seiner Charte des Herzogthums Berg 1789 als Busch. Aus ihr geht hervor, dass Busch zu dieser Zeit Teil der Oberhonschaft im Kirchspiel Kürten im Landgericht Kürten war.
Unter der französischen Verwaltung zwischen 1806 und 1813 wurde das Amt Steinbach aufgelöst und Busch wurde politisch der Mairie Kürten im Kanton Wipperfürth  im Arrondissement Elberfeld zugeordnet.  1816 wandelten die Preußen die Mairie zur Bürgermeisterei Kürten im Kreis Wipperfürth.
Busch gehörte zu dieser Zeit zur Gemeinde Kürten.
Der Ort ist auf der Topographischen Aufnahme der Rheinlande von 1824 als Bruche und auf der Preußischen Uraufnahme von 1840 als Busch verzeichnet. Ab der Preußischen Neuaufnahme von 1892 ist er auf Messtischblättern regelmäßig als Busch verzeichnet.
1822 lebten 48 Menschen im als Hof kategorisierten und Busch bezeichneten Ort. 1830 hatte der Ort 51 Einwohner. Der 1845 laut der Uebersicht des Regierungs-Bezirks Cöln als Hof kategorisierte Ort besaß zu dieser Zeit drei Wohnhäuser. Zu dieser Zeit lebten 47 Einwohner im Ort, davon alle katholischen Bekenntnisses. Die Gemeinde- und Gutbezirksstatistik der Rheinprovinz führt Busch 1871 mit neun Wohnhäusern und 36 Einwohnern auf.
Im Gemeindelexikon für die Provinz Rheinland von 1888 werden neun Wohnhäuser mit 41 Einwohnern angegeben. 1895 hatte der Ort acht Wohnhäuser und 40 Einwohner. 1905 besaß der Ort vier Wohnhäuser und 47 Einwohner und gehörte konfessionell zum katholischen Kirchspiel Kürten.
1927 wurden die Bürgermeisterei Kürten in das Amt Kürten überführt. In der Weimarer Republik wurden 1929 die Ämter Kürten mit den Gemeinden Kürten und Bechen und Olpe mit den Gemeinden Olpe und Wipperfeld zum Amt Kürten zusammengelegt. Der Kreis Wipperfürth ging am 1. Oktober 1932 in den Rheinisch-Bergischen Kreis mit Sitz in Bergisch Gladbach auf.
1975 entstand aufgrund des Köln-Gesetzes die heutige Gemeinde Kürten, zu der neben den Ämtern Kürten, Bechen und Olpe ein Teilgebiet der Stadt Bensberg mit Dürscheid und den umliegenden Gebieten kam.